# BYOB (expression)
Pour les articles homonymes, voir BYOB.
BYOB est un sigle d'origine anglaise.
Ses initiales ont plusieurs significations renvoyant toutes à la même idée :
- « Bring Your Own Bottle » : « apportez votre propre bouteille » ;
- « Bring Your Own Booze » : « apportez votre propre boisson alcoolisée » ;
- « Bring Your Own Bucket » : « apportez votre propre seau » (dans le sens rempli et de grande contenance) ;
- « Bring Your Own Beer » : « apportez votre propre bière ».

En effet, BYOB est souvent cité, dans les pays anglo-saxons, lors d'une invitation à domicile pour indiquer aux participants d’apporter leurs propres boissons alcoolisées, l'hôte ne les fournissant pas.

## Origines
Avant les années 1950 et en remontant jusqu’au milieu du XIXe siècle, période où les lois sur l’alcool sont très répressives dans divers pays anglo-saxons et ailleurs, ces initiales signifient autre chose : « Bring Your Own Basket », « apportez votre propre panier ». Cette expression ambiguë peut laisser à penser à quiconque n'étant pas dans la confidence, que l’on parle d’une simple invitation à un pique-nique, mais le sens est caché et la signification toute autre : il n'y a pas de risque, vis-à-vis de la loi, à amener son propre alcool, lors de l’évènement.

## Déclinaisons régionales
En Australie et Nouvelle-Zélande, le terme BYO (« Bring Your Own » : "apportez le vôtre") est utilisé pour décrire les établissements qui permettent à leurs clients d’apporter leurs propres bouteilles de vin. Ces restaurants, estampillés BYO, sont apparus pour la première fois à Melbourne dans les années 1960, et à la fin des années 1970 en Nouvelle-Zélande.
Cette pratique, dans certains BYO, a pour résultat parfois le paiement de la part du client d’un droit de bouchon au moment de l’addition.
Aux États-Unis dans l’État de New York, l’usage du BYO est illégal tant que l’entreprise commerciale le pratiquant ne s’est pas acquittée d’une licence.

## Dans la culture populaire
B.Y.O.B. est un single du groupe de metal américain System of a Down paru sur l'album Mezmerize en 2005. Le sigle prend ici le sens "Bring Your Own Bombs", la chanson critiquant l'armée et la guerre en Irak.